# Соколов, Алексей Петрович (астроном)
Алексе́й Петро́вич Соколо́в (17 февраля [1 марта] 1853 — 13 апреля [26 апреля] 1910) — русский геодезист и астроном, вице-директор Пулковской обсерватории (1891—1905).

## Биография
Происходил из обер-офицерских детей, воспитывался в Московском сиротском доме.
В 1873—1875 годах учился в Константиновском межевом институте, где получил звание межевого инженера. Был направлен на дальнейшее обучение в Московский университет, который окончил в 1879 году.
С конца 1870-х годов до 1885 года вёл астрономическую деятельность в обсерватории при Московском университете.
В начале 1880-х годов был преподавал теорию вероятностей и математическую географию в Межевом институте. В 1885—1890 годах был профессором геодезии Лесного института. В сентябре 1890 года своим учителем Ф. А. Бредихиным был приглашён в Пулковскую обсерваторию старшим астрономом, а в 1891 году стал её вице-директором. Был одним из ближайших сотрудников Бредихина в обсерватории.
В 1905 году вышел в отставку и переехал в Полоцк, где некоторое время занимался преподаванием. Умер в 1910 году после продолжительной болезни.
В честь А. П. Соколова названа гора (гора Соколова, Баренцево море, архипелаг Шпицберген, 76°45′ с.ш., 16° в.д.).

## Научная деятельность
Внёс вклад в теорию хвостов комет (разработал точные формулы движения частиц кометных хвостов).
Работая на пассажном инструменте, внёс значительный вклад в составление звёздных каталогов Пулковской обсерватории, движение земных полюсов.
В 1893 году в Севре осуществил сравнение эталона метра с двойным пулковским туазом N (главным российским эталоном длины).
За наблюдения над качанием поворотных маятников Репсольда в разных городах России с целью измерения силы тяжести был награждён золотой медалью Географического общества.

## Личность и семья
Жена Алексея Соколова, Евгения Ивановна, была дочерью архитектора Ивана Васильевича Вереницына. Одним из поручителей на их свадьбе был дядя невесты, Константин Вереницын. О Соколовых вспоминает Всеволод Стратонов в своей книге мемуаров «По волнам жизни»:
Вице-директор обсерватории, Алексей Петрович Соколов, к которому я прежде всего явился, очаровал своей любезностью. Невысокий блондин, с приветливым лицом, очень мягкий и деликатный. А. П. познакомил меня с женой, Евгенией Ивановной, милой женщиной, голубоглазой блондинкой, немного полной для своих молодых лет. Так же очень мягкая характером, Евгения Ивановна постоянно, но без достаточного успеха, воевала с несколькими своими белоголовыми шалунами-сынишками. Трудно было предвидеть, что некоторым из ее шаловливых малышей судьба уготовила преждевременную смерть во время Великой войны. С этой милой семьей я близко сошелся и провел в их доме немало приятных часов.

## Работы
- Соколов А. П. О кометах. Речь, произнес. в торжеств. собр. Московск. частн. женск. гимназии. М., тип. Университ., 1885. 71 с.
- Наблюдения над качаниями поворотных маятников Репсольда, произведенные в Париже и Пулкове в 1893—1894 г. А. Соколовым / А. Соколов. — СПб., 1896. — [3], 78 c. : табл. — (Записки имп. рус. геогр. о-ва по общей географии; Т. 30, № 2).